# Josef Vícha
Josef Vícha (* 22. října 1949 Hradec nad Moravicí) je český politik, v letech 2002 až 2006 poslanec Poslanecké sněmovny PČR, v letech 2000 až 2002 zastupitel Moravskoslezského kraje, v letech 1993 až 2002 a opět od roku 2014 do roku 2018 starosta města Hradec nad Moravicí na Opavsku, člen KDU-ČSL.

## Biografie
Pochází se selské rodiny. Vychodil základní školu a učiliště OSP Opava – obor elektro. Pak od roku 1967 pracoval v STS Opava jako pracovník rozvodných zařízení zemědělských objektů. Následně v letech 1972–1977 absolvoval Střední průmyslovou školu elektrotechnickou ve Frenštátě pod Radhoštěm. Pracoval jako mistr a od roku 1984 po absolvování státních zkoušek na IPB v Ostravě coby revizní technik na elektrozařízení. Je ženatý, s manželkou Helenou má pět dětí.
Od roku 1981 je členem Československé strany lidové. Zastával funkce člena OV a POV KDU-ČSL a místopředsedy OV KDU-ČSL v Opavě.
V období let 1993–2002 působil jako starosta obce Hradec nad Moravicí, přičemž již od roku 1991 zde působil jako místostarosta. V komunálních volbách roku 1994, komunálních volbách roku 1998, komunálních volbách roku 2002, komunálních volbách roku 2006, komunálních volbách roku 2010 a komunálních volbách roku 2014 byl zvolen do zastupitelstva města Hradec nad Moravicí za KDU-ČSL. Profesně se k roku 1998 uvádí jako starosta, k roku 2002 jako poslanec, pak roku 2006 coby pracovník parlamentu ČR a v letech 2010 a 2014 jako parlamentní zpravodaj.
V krajských volbách roku 2000 byl zvolen do Zastupitelstva Moravskoslezského kraje za KDU-ČSL, respektive za alianci Čtyřkoalice. Funkce krajského zastupitele se vzdal roku 2002 po zvolení do sněmovny.
Ve volbách v roce 2002 byl zvolen do poslanecké sněmovny za KDU-ČSL, respektive za alianci US-DEU a KDU-ČSL pod názvem Koalice, (volební obvod Moravskoslezský kraj). Byl členem sněmovního výboru pro veřejnou správu, regionální rozvoj a životní prostředí. Ve sněmovně setrval do voleb v roce 2006.
Po odchodu ze sněmovny pracoval jako asistent předsedy KDU-ČSL Jiřího Čunka, později se k roku 2011 uvádí jako pracovník ministerstva pro místní rozvoj. Coby starosta Hradce nad Moravicí prosadil opravu bytového domu soukromé firmě pro její služební byty za státní peníze. Finanční úřad to označil za porušení zákona. Tehdejší ministr financí Bohuslav Sobotka, ale kauzu prominul. Vícha potom byl trestně stíhán, ale po několika letech byla kauza odložena. Vícha svůj krok hodnotí jako logický, protože jako starosta prý měl zájem na stavebním rozvoji obce a na tom, aby v ní přibývalo obyvatel.
Ve volbách do Senátu PČR v roce 2018 kandidoval za KDU-ČSL v obvodu č. 68 – Opava. Se ziskem 7,39 % hlasů skončil na 5. místě.